# Hoashi Banri

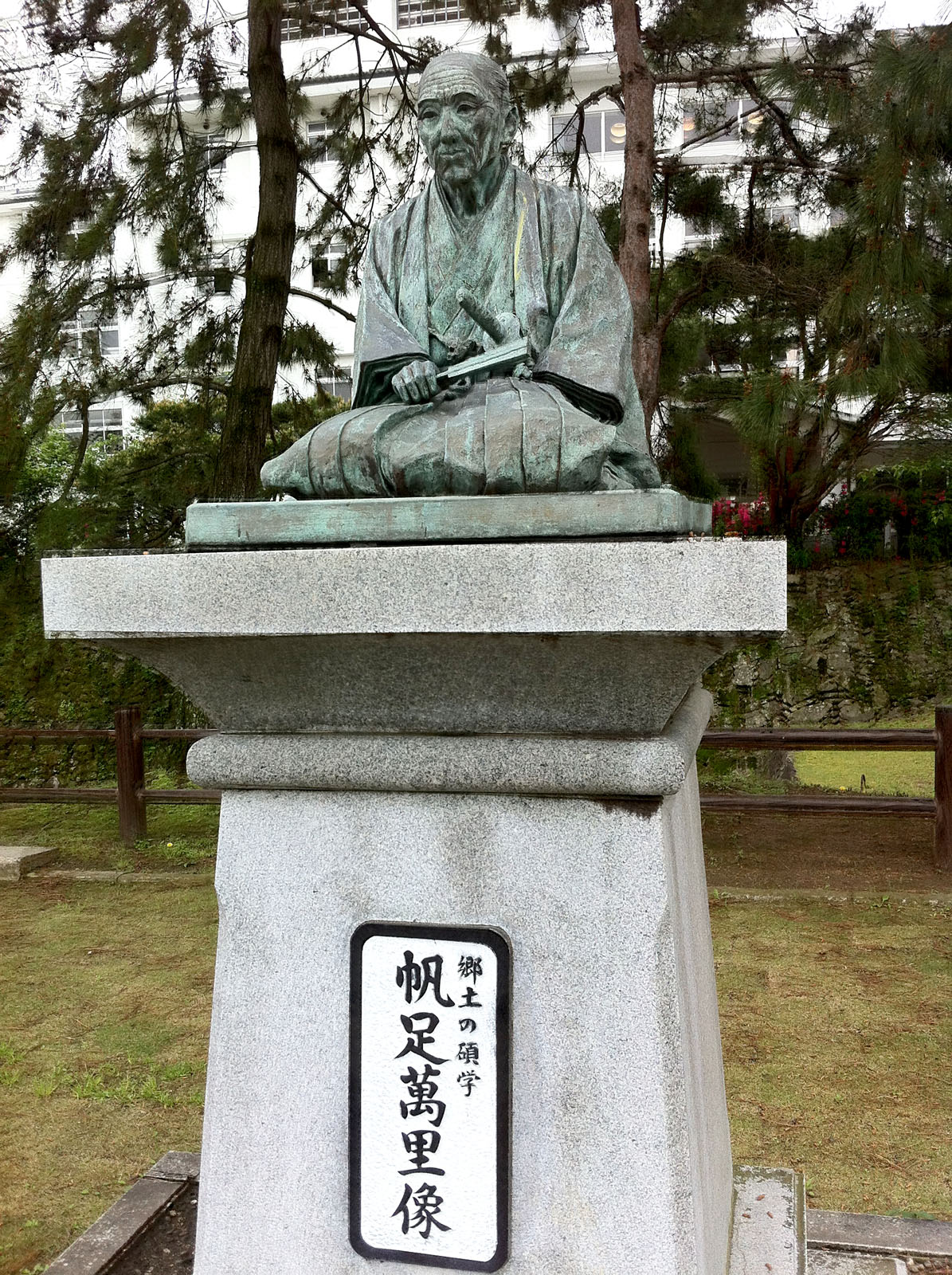
Büste Hoashi Banris vor der Ruine der Hiji-Burg

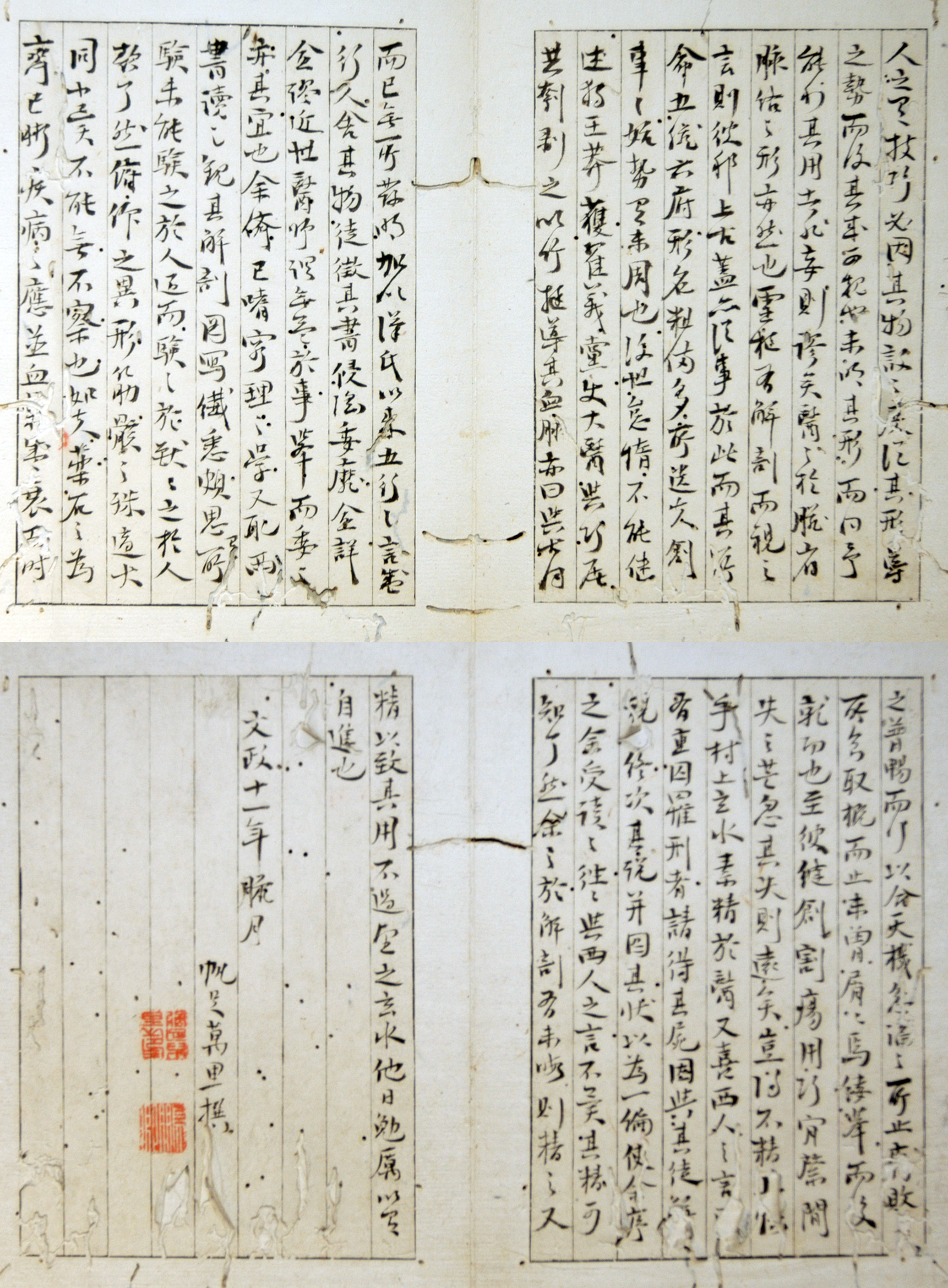
Vorwort von Hoashi Banri aus dem Jahre 1828 für einen Bericht seines Schülers Murakami Gensui über die Sektion einer Leiche

Hoashi Banri (japanisch 帆足 萬里, * 11. Februar 1778 in der Burgstadt Hiji, Provinz Bungo (豊後国日出); † 30. Juli 1852 daselbst) war ein japanischer Konfuzianer, Arzt und Naturkundler. Zusammen mit Miura Baien (1723–1789) und Hirose Tansō (1782–1856) zählt er zu den „Drei Weisen von Bungo“ (Bungo sankenjin, 豊後三賢人).

## Leben
Hoashi wurde als Sohn eines Burgvogts der Domäne Hiji geboren. 1791, also mit 14 Jahren, wurde er zunächst Schüler des Konfuzianers Waki Ranshitshu (脇 蘭室, 1764–1814). Vier Jahre später ging er nach Ōsaka zur renommierten „Händler-Akademie“ Kaitokudō (懐徳堂) des Konfuzianers Nakai Chikuzan (中井 竹山) und danach nach Kyōto zum Konfuzianer, Dichter und Maler Minagawa Kien (皆川 淇園). Etwa im Alter von 30 Jahren wurde er als Lehrer der Schule des Hiji-Clans eingestellt. 1832 stieg er zum Burgvogt (karō) auf. In diesem Amt brachte er gegen erheblichen Widerstand innerhalb von drei Jahren die zerrütteten Finanzen der Domäne in Ordnung.
Danach gründete er die private Akademie Seienseisha (西崦精舎)，in der er Hunderte von Schülern aus allen Teilen Kyūshūs nicht nur im klassischen Schrifttum, sondern auch in praktischer Ökonomie und einer westlich orientierten Naturkunde ausbildete. 1847 reiste er aus noch nicht geklärten Gründen mit seinen Schülern nach Kyōto, wo er bis zum folgenden Jahr blieb.
Dank einer sorgfältigen „Lebenspflege“ (yōjō) erreichte Hoashi trotz seiner schwächlichen Konstitution ein hohes Lebensalter von 74 Jahren.

## Studien
Der Schwerpunkt von Hoashis Studien lag im Bereich von Wirtschaft, Verwaltung und Geschichte, doch befasste er sich unter dem Einfluss von Miura Baien auch intensiv mit Naturkunde (kyūrigaku, 窮理学). Im Alter von etwa 40 Jahren fiel ihm das von Fujibayashi Fuzan (藤林 普山) publizierte niederländisch-japanische Wörterbuch Yakken (訳鍵) in die Hände. Überwiegend im Selbststudium eignete er sich eine beachtliche Lesefähigkeit niederländischer Texte an und betrieb fortan Studien zur westlichen Medizin, Astronomie und Physik. Sein Buch Kyūri-tsū, das Fragen der Physik und Chemie behandelt, gilt als bahnbrechendes Werk der frühmodernen japanischen Naturwissenschaften. In seinen auf Chinesisch verfassten Texten orientiert er sich am Stil des Schrifttums vor der Qin- und Han-Zeit.

## Werke
- Tōsenpuron (東潜夫論), ca. 1844
- Igaku keimō (医学啓蒙), 1850
- Kyūri-tsū (窮理通), 1856

Diese und viele andere Schriften sind in einer Werkausgabe zugänglich:
- Hoashi Banri Zenshū (帆足萬里全集). Pelican-sha, 1988